# Honorata Cybula
Honorata Maria Cybula (ur. 11 kwietnia 1961 w Iławie) – polska dyrygentka, prof. dr hab. sztuk muzycznych, wykładowca Instytutu Muzyki Wydziału Sztuki Uniwersytetu Warmińsko-Mazurskiego.

## Życiorys
Ukończyła w 1981 Szkołę Muzyczną II stopnia w Olsztynie w klasie dyrygentury prof. Lechosława Ragana, następnie w 1985 uzyskała dyplom z wyróżnieniem Akademii Muzycznej im. Ignacego Jana Paderewskiego w Poznaniu w klasie dyrygentury prof. Krystyny Domańskiej-Maćkowiak. W 1999 w Akademii Muzycznej im. Ignacego Jana Paderewskiego w Poznaniu uzyskała kwalifikacje I stopnia w dziedzinie sztuk muzycznych w dyscyplinie prowadzenie zespołów wokalnych i wokalno-instrumentalnych. Stopień doktora habilitowanego w dziedzinie sztuk muzycznych w dyscyplinie artystycznej dyrygentura uzyskała 27 września 2011 w Akademii Muzycznej im. Stanisława Moniuszki w Gdańsku na podstawie pracy Ekspresja muzyczna w „Kantacie Maryjnej” Józefa Świdra. W 2001 uzyskała stopień nauczyciela dyplomowanego szkolnictwa muzycznego. 1 czerwca 2022 został jej nadany tytuł profesora sztuki w dyscyplinie sztuki muzyczne.
Od 2000 jest pracownikiem naukowo-dydaktycznym w Instytucie Muzyki Wydziału Sztuki Uniwersytetu Warmińsko-Mazurskiego w Olsztynie. Prowadzi zajęcia z dyrygowania, czytania partytur, kształcenia słuchu, zespołów wokalnych. W latach 2014–2019  kierowała  Zakładem Dyrygentury i Kształcenia Wokalnego Instytutu Muzyki Wydziału Sztuki UWM w Olsztynie. Od 2012 jest członkiem Komisji Senackiej UWM ds. Kadr.
We wrześniu 1993 została kierownikiem artystycznym i dyrygentem iławskiego chóru mieszanego „Camerata”. Była także dyrygentem Chóru Dziewczęcego „Skowronki” Pałacu Kultury w Poznaniu (1988–1991), Zespołu Kameralnego „Ad libitum” (1997–2002), chóru „Canzonetta” Państwowej Szkoły Muzycznej w Iławie (1995–2017). Od 2017 pracuje z chórami Państwowej Szkoły Muzycznej I i II stopnia w Olsztynie.
W latach 2006–2016 koordynowała w regionie warmińsko-mazurskim Ogólnopolski Program Rozwoju Chórów Szkolnych „Śpiewająca Polska" Narodowego Centrum Kultury w Warszawie.

## Publikacje
- 2010: Ekspresja muzyczna w „Kantacie Maryjnej”
- 2014: Olsztyński ruch chóralny
- 2014: „Zielona rutka”. Melodia ludowa
- 2015: Iławskie Spotkania Chóralne
- 2016: Edukacyjne wartości 12 Kanonów Polskich na chór czterogłosowy op. 23 nr 1 Feliksa Nowowiejskiego (1877–1946)
- 2017: Jan Ludwig: dyrygent, chórmistrz, organista
- 2017: Formy komunikacji dyrygenta z zespołem chóralnym
- 2018: Jan Ludwig - refleksje dyrygenta i chórmistrza
- 2020: O „Kantacie Maryjnej” Józefa Świdra

Źródło:.

## Odznaczenia
- Złoty Krzyż Zasługi (2011)[9]
- Medal Komisji Edukacji Narodowej (2018)[4]
- Brązowy Medal „Zasłużony Kulturze Gloria Artis” (2018)[10]
- Odznaka honorowa „Zasłużony dla Kultury Polskiej (2006)[3]
- Odznaka Honorowa za Zasługi dla Województwa Warmińsko-Mazurskiego (2022)[11]

## Nagrody i wyróżnienia
- Nagroda II stopnia Dyrektora Centrum Edukacji Artystycznej w Warszawie za szczególny wkład w rozwój edukacji artystycznej (2004)
- tytuł „Twórca wizerunku Iławy” (2009)
- Nagroda Rektora UWM (2012)

Źródło:.